# Babymetal (álbum)
Babymetal (estilizado como BABYMETAL) é o álbum de estreia da banda japonesa de j-pop Babymetal. Foi lançado no Japão em 26 de fevereiro de 2014 através da BMD Fox e mais tarde na Europa através da Edel Music e na América do Norte através da RAL, sub-gravadora da Sony Music. Babymetal compila os cinco singles lançados pelo grupo entre 2011 e 2013 e seus lados B, além de três canções inéditas. O álbum foi totalmente produzido por Key Kobayashi, conhecido como Kobametal, produtor do grupo desde a sua formação em 2010. A sua estrutura musical é bastante variada, misturando o J-pop idol com vários elementos do heavy metal, como power chords, percussões rápidas e vocais guturais. Liricamente o álbum trata de assuntos recorrentes de artistas pop idol, como encorajar jovens adolescentes a aceitarem-se e defenderem-se, a pressão posta em garotas para manterem-se magras, bullying, a sensação de ir ao seu primeiro concerto, o conceito de "mulher ideal" e amor por chocolate. Essa sua variedade musical deriva do conjunto diversificado de escritores e produtores que foram levados a bordo do projeto.
Babymetal foi recebido de forma positiva pela crítica e mídia e foi inserido em listas de melhores álbuns. Também foi bem-sucedido comercialmente, figurando em várias paradas musicais do mundo; alcançando, no Japão, a quarta posição na parada semanal da Oricon, vendendo 37 463 cópias na primeira semana. Nos Estados Unidos, Babymetal estreou na 187ª posição na Billboard 200, tornando-as as artistas japonesas mais jovens a figurar na parada, além de alcançar a quarta posição entre os Heatseekers e a primeira na parada mundial de álbuns da Billboard por quatro semanas não consecutivas. No Reino Unido, alcançou a sétima posição na parada de álbuns de rock e metal, e a segunda na tabela de novos álbuns independentes, ambas pela Official Charts Company. Ainda na Europa, figurou em paradas da Alemanha, Áustria, Bélgica (Valônia), Escócia e Países Baixos.
No fim do ano de 2014, de acordo com a Oricon e a Billboard Japan, Babymetal foi um dos cem álbuns mais vendidos do ano no Japão, e o sétimo mais vendido pelas lojas Tower Records, sendo, então, certificado com ouro pela Recording Industry Association of Japan (RIAJ) ao ultrapassar cem mil cópias enviadas às lojas. Nos Estados Unidos, figurou entre os mais vendidos do ano na tabela World Albums, da Billboard, sendo considerado o álbum lançado por um artista japonês mais vendido na América do Norte em 2014. Durante o ano de 2014, o grupo embarcou em sua primeira turnê mundial, intitulada Babymetal World Tour 2014, com des apresentações. Mais tarde foram realizados outros dois concertos em novembro, nos Estados Unidos e, encerrando a turnê, no Reino Unido. No ano seguinte, o grupo realizou outra turnê mundial para apoiar o relançamento em mídia física de Babymetal na América do Norte e Europa. Entre setembro e dezembro, o grupo realizou uma turnê em solo japonês, com apresentações em pequenas casas de concertos e na Yokohama Arena.

## Antecedentes esingles

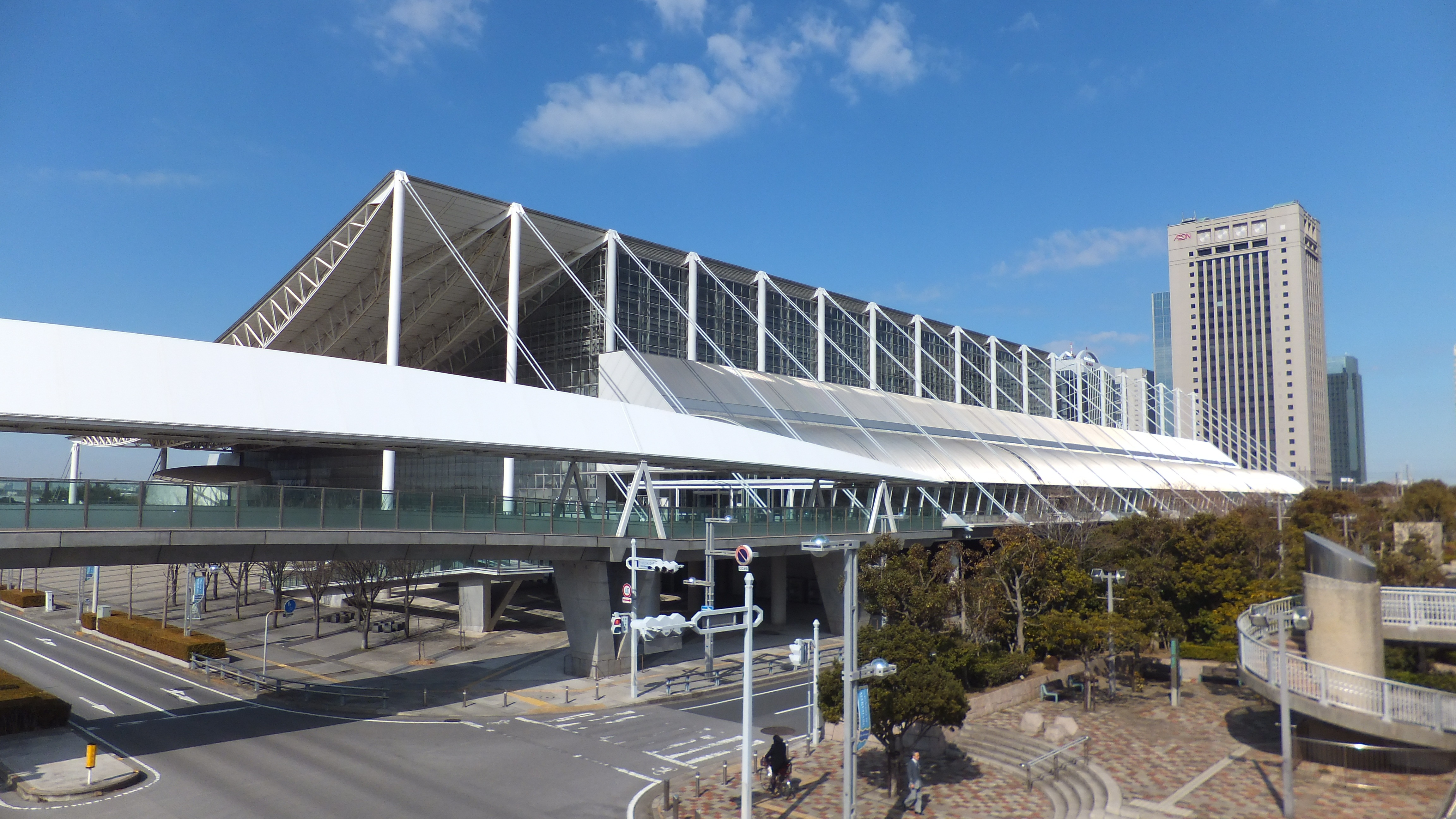
Makuhari Messe, local onde o lançamento do álbum foi anunciado, ao fim de uma apresentação ao vivo

Em 28 de novembro de 2010, Sakura Gakuin (さくら学院, lit.
"Academia da Flor de Cerejeira"), um grupo idol com conceito escolar, realizou um concerto intitulado Sakura Gakuin Festival☆2010, onde Babymetal foi oficialmente formado como um de seus subgrupos, o Clube de Música Pesada (重音部, Jūon-bu). Em abril de 2011, Sakura Gakuin lançou seu álbum de estreia, Sakura Gakuin 2010 Nendo ~message~, onde a primeira canção de Babymetal, "Doki Doki Morning", foi liberada. Mais tarde, foi revelado que o processo de gravação da canção foi iniciado em 30 de outubro de 2010. Quando seu vídeo musical, dirigido por Shimon Tanaka, foi publicado no YouTube em outubro de 2011, causou "aclamação e choque mundial". Focado inicialmente por fãs japoneses da cultura idol, rapidamente o vídeo se espalhou mundialmente, recebendo 1 300 comentários, em sua maioria em inglês, com impressões favoráveis ou não; e em 16 de dezembro do mesmo ano, seu vídeo musical já havia sido visualizado mais de 380 mil vezes, principalmente no Japão, América do Norte, Rússia, Suécia e Finlândia. Ao fim do ano de 2012, seu vídeo musical veio a ultrapassar 1 milhão de visualizações. Em outubro de 2011, "Doki Doki Morning" havia sido lançada como DVD single, e em novembro digitalmente, atingindo a 80a posição na parada semanal de lançamentos independentes da Billboard Japan. Durante o ano de 2012, o grupo liberou dois singles independentes. O primeiro deles foi "Babymetal × Kiba of Akiba", lançado em colaboração à banda Kiba of Akiba. O motivo pelo qual o single foi lançado em colaboração à outra banda foi explicado por Kobametal: "Como Babymetal pertencia à gravadora independente Jūonbu, sentimos que seria apropriado implementar a cultura independente e tradição de novas bandas, ou bandas que trabalham bem juntas, lançando um split. Após decidir por essa abordagem e procurar por uma banda nova, encontramos Kiba of Akiba. Babymetal sentiu afinidade por eles, pela postura semelhante em aproximar a cultura otaku da cena do metal, sentindo que trabalhar em parceria certamente funcionaria e resultaria em algo interessante". As gravações de "Iine!", lançada nesse split como canção original do Babymetal, encerraram no fim de 2011. "Babymetal × Kiba of Akiba" atingiu a 46a posição na parada semanal da Oricon, além de o lançamento independente mais vendido pelas lojas Tower Records na primeira semana de vendas. Logo após, foi lançado "Head Bangya!!". Seu vídeo musical, dirigido por Hidenobu Tanabe, quem seria nomeado Melhor Diretor daquele ano (2012) na Space Shower Music Video Awards, narra a história de uma garota de 15 anos que encontra o lendário neck corset em uma misteriosa caixa que cai de cima sobre ela. De repente, o corset pula de suas mãos, envolve-se em torno de seu pescoço e transforma-a na "Head Bangya!!". A edição limitada do single, na verdade, vem em uma caixa que inclui um neck corset para treinamento de headbanging. "Head Bangya!!" atingiu a 20a posição na parada semanal da Oricon, vendendo um total de 4 144 cópias em sua primeira semana.
Em janeiro de 2013, Babymetal fez sua estreia major com o single "Ijime, Dame, Zettai", canção que já vinha sendo apresentada ao vivo desde 2011, estreada em um concerto do Sakura Gakuin em julho desse ano e um mês depois apresentada no Tokyo Idol Festival, um festival redirecionado a grupos idol. A canção foi apresentada nos programas de televisão Happy Music (NTV) e Music Japan (NHK); e em sua primeira semana de vendas, estreou na sexta posição na parada semanal da Oricon, vendendo aproximadamente 19 000 cópias fisicas, ainda atingindo a 14a na Billboard Japan Hot 100. Posteriormente, foi lançado "Megitsune", em junho de 2013, através da gravadora BMD Fox, e seu primeiro lançamento pela mesma. A canção foi apresentada no programa televisivo Music Dragon (NTV). No dia seguinte, foi realizada uma cerimônia de oração ao sucesso do single na filial de Shibuya da loja Tower Records, além de um mini-concerto ao vivo intitulado Saite Chiru no ga On'na no Unmei yo ~Mini Live de Wasshoi!!~ onde o grupo apresentou "Megitsune", "Iine!" e "Ijime, Dame, Zettai", para um total de 350 fãs. Em 23 de junho, o grupo apresentou-se ao vivo em um concerto gratuito no shopping DiverCity Tokyo Plaza, reunindo um total de 3 000 fãs. Vendendo aproximadamente 22 000 cópias físicas na semana de seu lançamento, "Megitsune" alcançou o sétimo posto na parada semanal da Oricon, além de a 16a na Billboard Japan Hot 100, permanecendo por duas semanas. Durante o ano de 2013, o grupo apresentou-se em vários festivais musicais, inluindo Metrock, Summer Camp, Join Alive, Rock in Japan, Summer Sonic, Inazuma Rock Fes. e Loud Par, onde tornaram-se as artistas mais jovens a apresentarem-se em sua edição desse ano. Encerrando o ano de 2013, em 21 de dezembro, o grupo realizou o concerto solo Legend "1997" Su-metal Seitansai no centro de eventos Makuhari Messe, Chiba, em comemoração ao aniversário de Su-metal, para um público de 8 000 pessoas. Ao fim da apresentação, foi anunciado que o álbum viria a ser lançado em fevereiro de 2014. Pouco antes de 24 de janeiro de 2014 o título, as capas e seu conteúdo foram anunciados.

## Lançamento e divulgação
Em 7 de fevereiro de 2014 Babymetal participou do programa televisivo Music Station para a divulgação do álbum e apresentação da canção "Ijime, Dame, Zettai". Além disso, o grupo foi incluído em várias revistas. Em 10 de fevereiro foi publicada a 101ª edição da revista japonesa Marquee; Babymetal foi incluído na capa e em outras 21 páginas contendo entrevistas com suas integrantes e com Kobametal, o produtor, sobre o álbum.
No dia 25 de fevereiro de 2014 foi realizado um evento de pré-lançamento chamado Babymetal Sekai Saisoku Hanbai "25 no Matsuri" (BABYMETAL世界最速販売“25の祭”, lit. "As Vendas de Babymetal Mais Rápidas do Mundo “Festival do 25”"), na loja Tower Records Shinjuku, iniciado na virada do dia 24 para o dia 25 de janeiro. Um evento desse tipo não havia sido realizado por nenhum outro artista desde os Beatles, sendo a primeira vez para um artista japonês. Cerca de 300 pessoas se fizeram presentes no evento, rendendo um total de 1 000 cópias físicas vendidas antes mesmo de seu lançamento oficial.

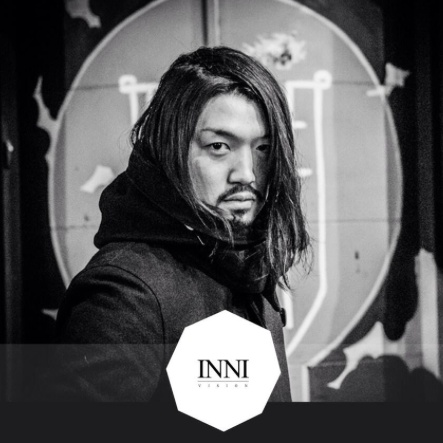
Inni Vision (Ryosuke Machida), diretor do vídeo musical de "Gimme Chocolate!!"

Babymetal foi oficialmente lançado em 26 de fevereiro de 2014, através da BMD Fox, sub-gravadora da Toy's Factory, mundialmente em formato digital, e no Japão numa edição regular (CD) e limitada (CD+DVD). O CD contém treze faixas ao todo, incluindo o single de estreia do grupo, "Doki Doki Morning"; "Iine!", retirado do split "Babymetal × Kiba of Akiba"; seu primeiro lançamento solo, "Head Bangya!!"; seu single major de estreia, "Ijime, Dame, Zettai"; e o último single lançado antes do álbum, "Megitsune"; seus lados B e três faixas inéditas. O DVD contém os vídeos musicais de seus cinco singles (com a opção de ouvir um comentário em áudio feito pelas integrantes do grupo sobre os mesmos), um clipe ao vivo para a canção inédita "Gimme Chocolate!!" e a gravação do concerto do grupo no festival Summer Sonic 2013, em Tóquio. Além das edições regular e limitada, o álbum também foi lançado limitadamente para os membros do site Babymetal Apocalypse Web, intitulado Babymetal (Babymetal Apocalypse Limited Edition) (CD+brochura). Nessa edição as canções "Akatsuki" e "4 no Uta" foram lançadas em versões alternativas.
No mesmo mês o vídeo musical de "Gimme Chocolate!!", dirigido por Inni Vision (Ryosuke Machida), foi publicado no YouTube, recebendo reações explosivas por parte do público internacional, sendo especialmente uma chance de aumentar a popularidade do grupo, posteriormente vindo a ultrapassar 23 milhões de visualizações. Brian Mansfield, editor no site USA Today, comentou o seguinte: "O vídeo musical de 'Gimme Chocolate!!' parece um tipo bizarro de anime, com um cenário gótico sombrio enquanto a banda [de suporte] toca vestida em trajes de esqueleto, e as três garotas executam uma coreografia complexa, [incorporando] sinais de corações vistosos e movimentos de moinho com os braços, como se estivessem tocando guitarra imaginária. Em um ponto do vídeo, enquanto Yuimetal e Moametal dançam em sua volta, Su-metal faz sua melhor cara de 'McKayla Maroney não está impressionada'".
Para comemorar seu lançamento, as lojas físicas da Tower Records, no Japão, realizaram um evento intitulado Mise Betsu Special Plane (店別スペシャルプラン, Mise Betsu Supesharu Puran, lit. "Esquema Especial de Ofertas"), onde houve exibições especiais de seus trajes, e painéis autografados pelas integrantes do grupo. Coincidentemente na mesma data do lançamento do álbum, foi lançado o terceiro volume da revista Hedoban; incluindo reportagens de três concertos e entrevistas com as integrantes do grupo.

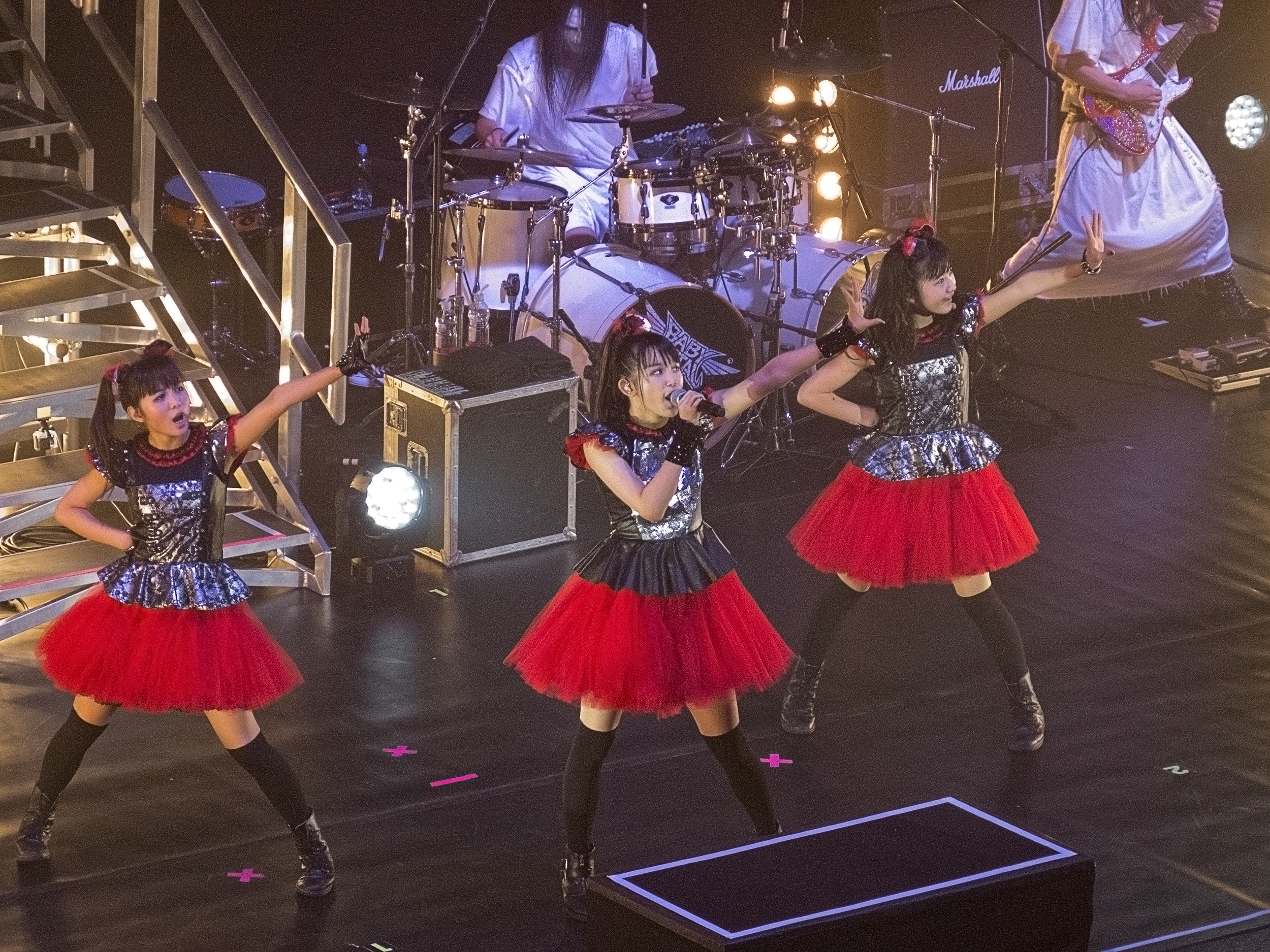
Babymetal durante apresentação em Londres para a Babymetal Back to the USA / UK Tour 2014

Após o lançamento de Babymetal, em 1 e 2 de março o grupo realizou dois concertos na arena Nippon Budokan onde, após o fim do segundo concerto, foi anunciada uma turnê futura pela Europa, porém a turnê mundial veio a ser oficialmente anunciada em maio. Para o início da turnê, Babymetal World Tour 2014, na Europa, o grupo apresentou-se na França, Alemanha, ambas as apresentações para comemorar os aniversários de 15 anos de Yuimetal e Moametal respectivamente; além de duas apresentações no Reino Unido, no Sonisphere Festival UK, no palco principal Apollo stage, e um concerto solo esgotado no The Forum, originalmente no Electric Ballroom. Na América do Norte, Babymetal apresentou-se nos Estados Unidos com um concerto esgotado no The Fonda Theatre, e no Canadá no festival Heavy Montréal, no palco Heavy stage. Na Ásia, quatro apresentações no Japão, duas como parte do festival Summer Sonic 2014 no palco Mountain Stage, e dois concertos solo esgotados no centro de eventos Makuhari Messe, onde a turnê foi encerrada. Para comemorar o andamento da turnê, no dia 26 de julho, a edição limitada do álbum no Japão foi relançada. Em novembro, um outro segmento da turnê, intitulado Babymetal Back to the USA / UK Tour 2014, ocorreu com dois concertos solo, um nos Estados Unidos e outro no Reino Unido. O repertório da turnê contou com todas as faixas do álbum em apresentações solo, enquanto em festivais o mesmo foi diminuído. Nos dois últimos concertos da turnê principal, no Japão, a canção "Kimi to Anime ga Mitai~Answer for Animation With You", não incluida no álbum, foi apresentada.
Entre maio e junho de 2015, Babymetal foi relançado fisicamente na Europa através da gravadora Edel Music, e América do Norte através da RAL, sub-gravadora da Sony Music; ambos os lançamentos foram feitos em uma edição regular (CD), incluindo duas faixas bônus, porém, na Europa seu relançamento também foi feito em uma edição de luxo, incluindo um DVD bônus contando com seus seis clipes musicais, até então. Antes de seu relançamento, a versão ao vivo de "Gimme Chocolate!!", incluída como faixa bônus, foi exclusivamente estreada pela revista Billboard diretamente de seu site oficial. Ainda em maio, Babymetal foi votado como o álbum da semana e lançamento do mês pelos leitores da revista Revolver e site Loudwire, respectivamente. Para comemorar o lançamento internacional de Babymetal, a versão online das lojas Tower Records realizou uma promoção exclusiva para os fãs japoneses, adicionando ao site as edições regular e de luxo europeias do álbum com 15% de desconto. Em junho do mesmo ano, o álbum foi relançado em formato de vinil no Japão, em uma versão limitada especial, em comemoração ao andamento da segunda turnê mundial realizada pelo grupo.

## Produção e composição
Babymetal foi totalmente produzido por Kobametal (Key Kobayashi), produtor do grupo desde a sua formação em 2010; e sua estrutura musical é bastante variada, misturando o J-pop idol com vários elementos do heavy metal, como power chords, percussões rápidas e vocais guturais. Essa sua variedade musical deriva do conjunto diversificado de escritores e produtores que foram levados a bordo do projeto. Encontram-se, por exemplo, Narasaki (integrante da banda de metal Coaltar of the Deepers), Takeshi Ueda (The Mad Capsule Markets) e Yuyoyuppe (produtor Vocaloid, famoso por suas rápidas composições EDM) como compositores para o álbum.

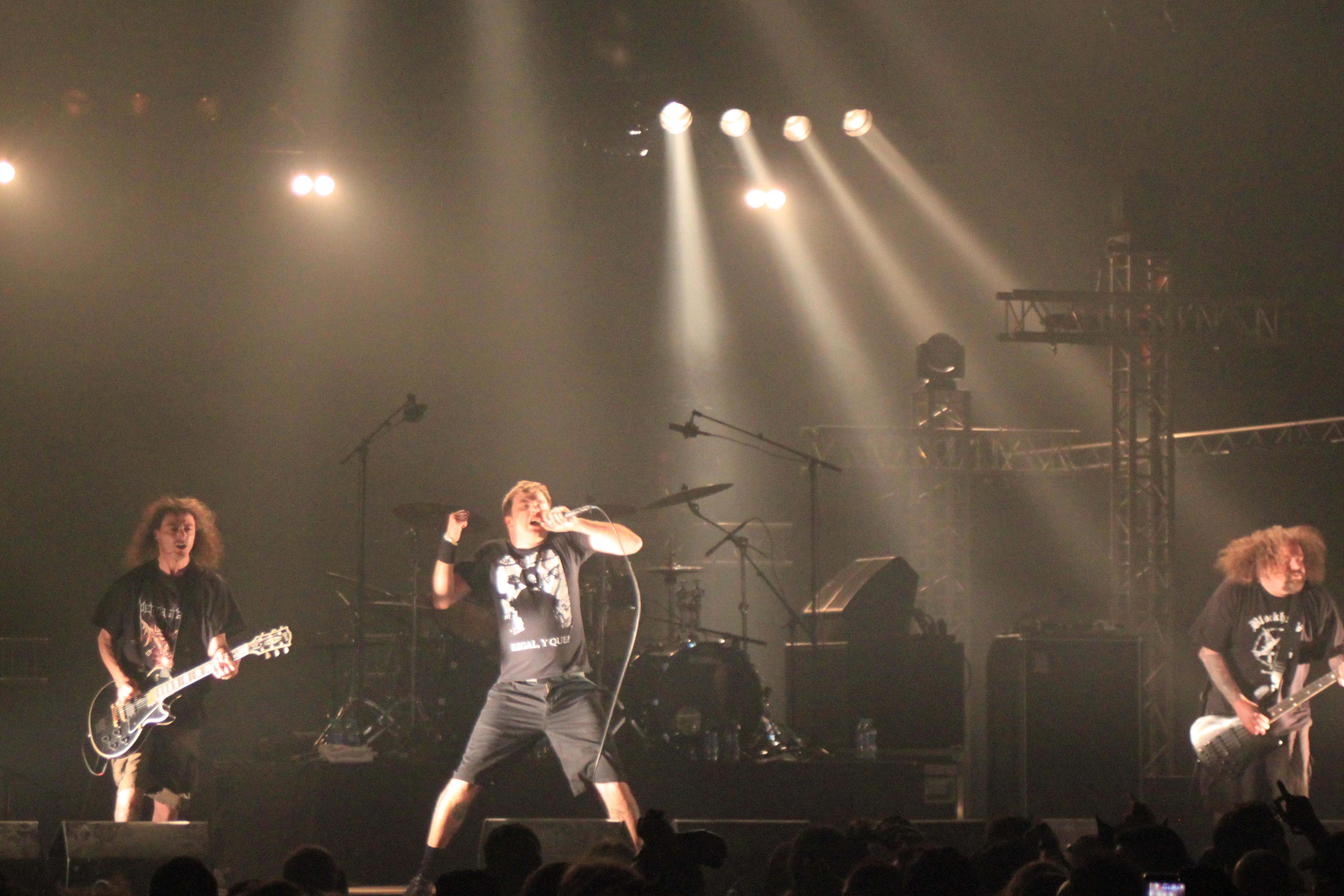
A faixa de abertura do álbum, "Babymetal Death", originalmente seria uma homenagem à banda Napalm Death (foto)

A faixa de abertura, "Babymetal Death", inicia de forma sutil, com um coro etéreo, seguido por elementos do death metal melódico, thrash metal e death metal sinfônico, quase não apresentando vocais por parte das garotas, sendo considerada por Greg Watson, do site Maximum Metal, um "grande início a um álbum", sendo a canção mais pesada de Babymetal, deixando o lado pop do grupo quase ausente. "Babymetal Death" serve como uma faixa introdutória ao grupo; seu título faz um trocadilho entre a palavra death (lit. "Morte", em inglês) e o verbo desu (です, lit. "Ser/Estar", em japonês), fazendo com que seu real significado seja "Nós somos Babymetal". Originalmente a canção seria uma faixa de apenas um segundo, somente com a frase Babymetal Death, em homenagem à canção "You Suffer" da banda Napalm Death; porém, Kobametal disse que queria uma versão mais longa, como uma versão de "The Mickey Mouse Club March" no estilo Babymetal. "Babymetal Death" é comumente utilizada como abertura dos concertos do grupo, tendo como coreografia uma mistura do clímax das coreografias de outras canções e, de acordo com Moametal: "A canção mostra um legal e lindo lado do Babymetal". Em seguida "Megitsune", que é considerada por algumas fontes o ponto mais alto, musicalmente, no álbum, divide quase igualmente elementos do J-pop e metal, além da ser a faixa com a mais forte performance vocal da parte de Su-metal. Sua introdução inclui elementos típicos da cultura japonesa, mostrando em seu desenvolvimento maior presença vocal por parte de suas integrantes, em comparação à faixa anterior. De acordo com o site japonês What's In? Web, "Megitsune" incorpora elementos techno, assemelhando-se ao som produzido por bandas como Crossfaith e Fear, and Loathing in Las Vegas; além dos vocais de Su-metal ganharem poder lembrando os vocais de Amy Lee, da banda americana Evanescence. Sua letra retrata o coração de uma mulher forte e seu tema lírico geral é "As mulheres são atrizes de nascença", com linhas que dizem "Meu rosto está sorrindo, mas meu coração está chorando". Sua composição apresenta um breakdown, elemento típico no metalcore, que incorpora a melodia da tradicional canção japonesa "Sakura Sakura".
A terceira faixa, "Gimme Chocolate!!", apresenta letras simples e repetitivas juntamente de um instrumental pesado de thrash metal com elementos techno. A sua letra trata da preocupação de garotas com sua imagem, e seu amor por chocolate, com linhas como "Posso ter um pouco de chocolate? / Mas meu peso me preocupa esses dias". "Iine!", em seguida, é uma canção de electronicore bastante energética, e combina pop com guitarras de metal extremo, alguns guturais ocasionais e uma ponte de hip hop, e sua letra fala sobre "Ter bons sentimentos". A quinta canção, "Akatsuki" é um solo de Su-metal sendo uma composição de power metal e speed metal melódico. Victor de Andrade, em uma resenha para o site Whiplash.net, comentou que "Akatsuki" poderia ser facilmente confundida com uma versão cover de alguma canção desconhecida de Helloween, Edguy ou Stratovarius; completando que "É praticamente uma canção de power metal qualquer, mas na voz de uma japonesa de 15 anos". Tsuzzy Moshbourne, da revista japonesa Big One Girls, citou que "[...] essa é uma autêntica canção de metal [...] e merece ser chamada de obra-prima". "Doki Doki Morning", sexta faixa, é uma canção bubblegum pop radiofônica viciante com elementos de heavy metal, e fala sobre ir à escola e lidar com a pressão de seus colegas.
A sétima faixa, "Onedari Daisakusen", é uma canção de Black Babymetal, subgrupo interno de Babymetal composto por Yuimetal e Moametal. "Onedari Daisakusen" é uma composição de rap metal e nu metal, e foi comparada ao som da banda Limp Bizkit, e seus vocais aos de Fred Durst. Seu título é traduzido como "Operação Implorar", com linhas como "Vou me tornar a esposa do papai. Vou me casar com você, papai" e "Compre isso! Eu imploro!". Daniel Robson em uma publicação para o The Guardian comentou o seguinte sobre a canção: "'Onedari Daisakusen' oferece conselhos práticos para os adolescentes sobre como extrair dinheiro extra de seus pais com uma combinação bem-cronometrada de massagem nos ombros e bajulação, embora também pode-se entendê-la como uma visão de como grupos idol excitam sua base de fãs de homens otaku com carteiras cheias e fetiches por lolitas". Logo após, "4 no Uta", também canção de Black Babymetal, é uma faixa de metal com um verso em reggae, sendo focada em seu instrumental. "4 no Uta" foi escrita por Yuimetal e Moametal. "Uki Uki Midnight" é uma canção de metalcore com uma ponte de dubstep que incorpora uma melodia de "Twinkle Twinkle Little Star"; sua letra tem uma temática fofa, com trechos como "Lula! lula! Eu quero comer braços de lula!", "Vamos para uma de nossas casas com algum lanche" e "Por que não ir se divertindo juntos?". Em seguida, "Catch Me If You Can", uma canção de metal industrial que traz um lado mais pesado e com ênfase nas guitarras e vocais guturais, sendo semelhante ao som da banda Dir en grey. A próxima faixa, "Akumu no Rinbukyoku", traz uma balada em metal progressivo com um lado mais sombrio e melancólico para o álbum, sendo um solo de Su-metal. Marty Friedman, ex-guitarrista da banda Megadeth, comparou "Akumu no Rinbukyoku" ao som produzido pela banda sueca Meshuggah. "Head Bangya!!", décima segunda faixa, é uma canção de thrash metal, sendo comparada ao som do movimento de thrash metal da Bay Area. "Head Bangya!!" fala sobre o aniversário de 15 anos de Su-metal: "Essa noite especial dos meus quinze [anos] / nunca esquecerei / Todos os chorões, saiam daqui!". E fechando o álbum, a canção "Ijime, Dame, Zettai", uma composição de speed metal melódico que, liricamente, expressa as lutas entre si mesmo e os outros a cerca do tema bullying. De acordo com o grupo, "Ijime Dame, Zettai" é uma canção que lhe dá um empurrão e faz você dizer "Eu vou tentar um pouco mais".
Incluída como faixa bônus de seu relançamento, "Road of Resistance" é uma canção de speed metal melódico e metal sinfônico, e, de acordo com a revista Rolling Stone, "Uma explosão furiosa de power metal injetada com harmonias pop brilhantes". Liricamente, fala sobre como Babymetal fez seu próprio caminho e se abriu para o mundo em 2014; e contém uma seção onde os fãs cantam em um "largo coro emocional". "Road of Resistance" foi estreada ao vivo em novembro de 2014, durante um concerto para a turnê Babymetal Back to the USA / UK Tour 2014 na O2 Academy Brixton, Londres, para um público de 5 000 pessoas. Mais tarde, veio a ser anunciado que a canção era uma colaboração entre Babymetal, Sam Totman e Herman Li, guitarristas da banda britânica de power metal DragonForce. Em seu perfil no Twitter, Li revelou que seu parceiro de banda, Totman, e ele começaram a trabalhar nas guitarras da canção em 2013. Ainda como faixa bônus, é inclusa uma versão de "Gimme Chocolate!!" ao vivo em Londres, considerada por Chris Payne, em publicação para a Billboard, uma "versão pulverizante" da canção. Em entrevista para a revista Rolling Stone, Su-metal explicou os motivos que fizeram com que essas canções tenham sido escolhidas como faixas bônus: "Nós decidimos incluir uma versão ao vivo de 'Gimme Chocolate!!' pois essa é uma canção bastante conhecida aqui [nos Estados Unidos] e sabemos que os fãs de fora do Japão de fato a amam. Todos se lembram de cada parte da canção, como reagir a ela e como dançá-la, então esse é o motivo pelo qual queríamos apresentar uma versão diferente dela. A segunda canção é 'Road of Resistance' (...) é fala, basicamente, sobre abrir um novo caminho, e isso é o que estamos tentando fazer com nossa segunda turnê mundial".

## Repercussão

### Crítica profissional
| Críticas profissionais | Críticas profissionais |
| Avaliações da crítica  | Avaliações da crítica  |
| Fonte                  | Avaliação              |
| ---------------------- | ---------------------- |
| Allmusic               | [ 170 ]                |
| CDJournal              | Positiva               |
| The Japan Times Online | Positiva               |
| Hit The Floor          | [ 151 ]                |
| Music Magazine         | Positiva               |
| Music Magazine         | [ 173 ]                |
| Rolling Stone Japan    | [ 71 ]                 |
| What's In? Web         | Positiva               |
| Hedoban                | Positiva               |
| Rossiyskaya Gazeta     | Positiva               |

No Japão o álbum foi recebido com críticas positivas. Namba Kazumi, da revista Rolling Stone Japan, deu uma alta nota para o trabalho, citando que Babymetal tem qualidade; "é humorado e fofo". Munekata Akimasa, da revista Music Magazine, elogiou sua diversidade de gêneros, citando que é agradável mesmo para quem não tem interesse no heavy metal. Keisuke Tsuchiya, da revista Marquee, também mencionou sua diversidade de gêneros: "vários sons, tais quais electro e hip hop, entraram no eixo do heavy metal". Yasuda Kenichi, da revista CDJournal, o avaliou bem, citando que o álbum excedeu suas expectativas; "seu som é uma refrescante mistura de idol e metal". Naoyuki Umezawa, editor-chefe da revista Hedoban, citou que vale a pena pagar ¥2,000 apenas por "4 no Uta".
Tomonori Shiba citou que se quisesse fazê-lo servir como um álbum de compilação introdutório a outros países e culturas, não haveria nada de melhor qualidade. Yuuichi Masuda e Kawai Jun, ambos ex-editores da revista Burrn!, elogiaram-no muito. Masuda citou que, embora alguém esteja inclinado a ridicularizá-lo como não sendo uma real produção, não se pode ignorar seu grau de perfeição [...]; enquanto Jun citou que em cada faixa foi colocada uma quantidade sólida de metal verdadeiramente agradável.
No ocidente, Babymetal foi recebido de forma mista. Nos Estados Unidos, o trabalho foi eleito o melhor álbum de metal de 2014 numa votação realizada com os leitores do site de notícias MetalSucks. Babymetal recebeu 567 votos, ganhando de Citadel, da banda Ne Obliviscaris (com 539 votos) e The Satanist, da banda Behemoth (com 388 votos). James Paul Matthews, do site Hit The Floor, afirmou que Babymetal é um dos mais intrigantes e confusos álbuns de estreia, não só do século XXI mas possivelmente de todos os tempos. Tristan Peterson, do site australiano Metal Obsession, citou que Babymetal "é um álbum aberto e acessível, e que irá agradar a quem gosta de metal, bem como pop". Preston Phro, do site RocketNews24, citou o seguinte: "Embora os riffs e bateria sejam claramente inspirados em tudo, de X Japan ao death metal, não há duvidas de que as garotas são capazes de cantar e dançar durante o headbanging". Ainda em sua publicação, Phro considerou-o "a trilha sonora para o apocalipse adorável". Patrick St. Michel, editor no site The Japan Times, comentou o seguinte: "Babymetal se entrega ao ridículo de ambas as cenas, idol e heavy metal, porém vai além de ser uma piada. É um bom trabalho, melhor que muitos outros álbuns 'sérios' de metal mainstream", ainda considerando-o uma "versão menos cínica, mais pop e amigável" de Yoshu Fukushu, lançado pela banda também japonesa Maximum the Hormone. Paul Travers, para a revista britânica Kerrang!, avaliou Babymetal com quatro de cinco Ks, o considerando como o "Álbum de estreia mais maluco da década". Ainda em sua resenha, Travers comentou: "Construída por uma agência de talentos e produtor, isso é música da mais cínica e pré-fabricada. Também é rock do mais maluco e brilhante. A parte de metal na equação é executada com perfeição, cambaleando facilmente entre os estilos caótico de Slipknot e bombástico de DragonForce". Siavash Nezhad, do site The Metal Observer, avaliou o álbum com três de dez estrelas, citando que sua existência em si seria um erro: "[...] Além do fato óbvio de que ele apenas serve para apelar a um nicho muito pequeno, parece contrariar tudo o que o metal representa". Ainda em sua crítica, Nezhad categorizou o álbum como "Superproduzido, comercializado, e tão mainstream como o metal poderia ser". JEDowney, do site Earbuddy, frisou que alguns comentários no vídeo de "Gimme Chocolate!!" no YouTube eram negativos, vindo da parte de fãs de heavy metal, como "Isso não é metal" e que mais respeito deveria ser prestado aos artistas que não têm reconhecimento suficiente; opinando que esses comentários não estavam de um todo errado, e que Babymetal era de fato ruim: "Os solos de guitarra não são tão convincentes, as frequentes alterações de gêneros têm sido melhor executadas em abundância em outros álbuns, e, exceto pela vocalista principal, o álbum não apresenta quaisquer novas ideias para o metal".

### Desempenho gráfico e comercial
No Japão, o álbum alcançou a primeira posição na parada diária da Oricon, e a quarta em seu periódico semanal, vendendo 37 463 cópias na primeira semana de vendas; além de alcançar a segunda na parada de álbuns mais vendidos da Billboard Japan.
Babymetal foi lançado internacionalmente via iTunes Store para download digital, alcançando o primeiro lugar nas paradas de álbuns de metal dos Estados Unidos, Reino Unido, Canadá e Alemanha; e entrando no top 10 entre os álbuns de rock nos Estados Unidos, Reino Unido, Austrália, Canadá, Irlanda, Japão, Suécia, Alemanha, Taiwan e Indonésia (sendo que nos Estados Unidos, Reino Unido, Alemanha, Taiwan e Indonésia o álbum alcançou o primeiro posto).

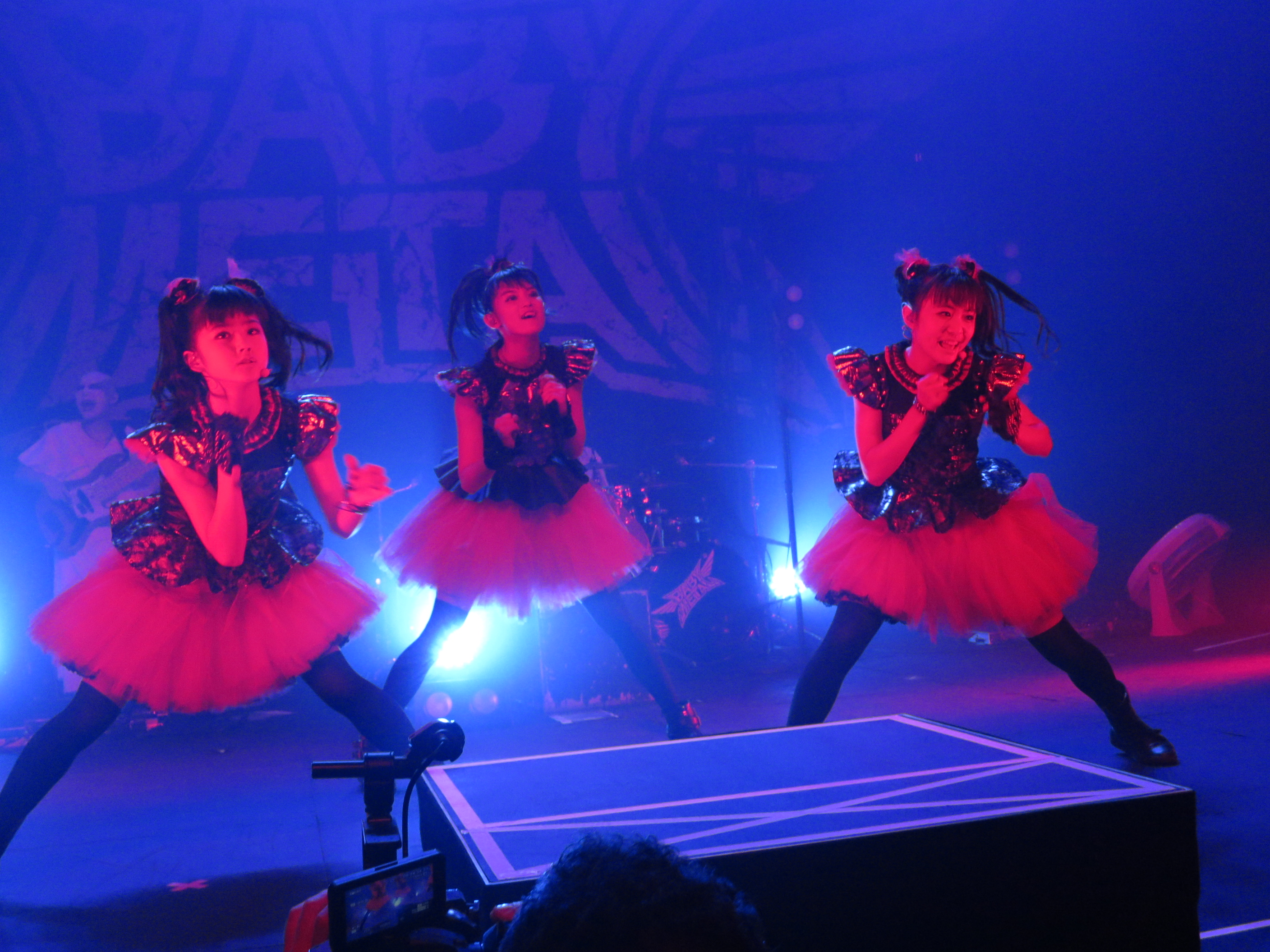
As integrantes do grupo Babymetal são as artistas japonesas mais jovens que adentraram a parada norte-americana Billboard 200

Nos Estados Unidos, em 15 de março, o álbum estreou na 20ª posição na parada Heatseekers, da Billboard. Após o crescimento de seu número de vendas, na semana seguinte, em 22 de março, Babymetal estreou na 187ª posição na Billboard 200, tornando-as as artistas japonesas mais jovens a figurar na parada; além de subir para a quarta posição na Heatseekers. Na mesma semana, o álbum subiu para a 13ª posição na parada de álbuns de hard rock; e estreou na segunda posição na World Albums. Em 20 de setembro, Babymetal atingiu a primeira posição na parada mundial de álbuns.
No Reino Unido, em 15 de março, o álbum estreou na 38ª posição na parada de álbuns de rock e metal; e em 22 de março, estreou na 18ª na parada de novos álbuns independentes, ambas pela Official Charts Company. Em 19 de julho de 2014, Babymetal subiu para a 37ª posição no periódico de álbuns de rock e metal e para a sétima na tabela de novos álbuns independentes.
No final do ano de 2014 foram disponibilizadas as paradas de fim-de-ano, mostrando Babymetal como o sétimo álbum mais vendido pelas lojas Tower Records, e, de acordo com a Oricon e Billboard Japan, um dos cem álbuns mais vendidos em todo o Japão. Ainda no Japão, em 16 de dezembro, a loja online CDJapan realizou uma parada de mais vendidos entre todos os departamentos, e Babymetal figurou na primeira colocação. Nos Estados Unidos, na parada de fim-de-ano mundial da Billboard, figurou na sétima posição, sendo o álbum japonês mais vendido na América do Norte durante 2014.
Em 2015, após seu relançamento físico mundial, no Reino Unido, alcançou a 55ª posição na parada de atualização dos cem mais vendidos da semana, pela Official Charts Company; falhando em entrar na principal parada de álbuns, alcançou o pico de segundo na parada de novos álbuns independentes, e adentrando na 15ª posição da principal tabela independente. Ainda nessa publicação, adentrou a parada de vendas de álbuns na 86ª, e a parada de álbuns físicos na 82 posição, conseguindo, também, o pico de sétimo na parada de álbuns de rock e metal. Ainda na Europa, alcançou a 90ª posição na parada semanal da Dutch Charts, nos Países Baixos, 95ª na Alemanha pela Offizielle Deutsche Charts, 91ª na Escócia, pela Official Charts Company, 181ª na Bélgica (Valônia), pela Ultratop,
e 69ª na Austria, pela Ö3 Austria. Nos Estados Unidos, após seu relançamento físico, o álbum reentrou na parada de álbuns independentes na 32ª posição, álbuns de hard rock na 13ª, oitava na Heatseekers, e adentrando pela segunda vez na primeira posição da parada World Albums, permanecendo no topo até a semana seguinte. Na publicação de 25 de julho de 2015 da Billboard, Babymetal atingiu, pela quarta vez, a primeira posição nessa parada.
Na Billboard Japan Hot Albums, Babymetal alcançou o pico na 22ª posição. Ainda no Japão, após seu relançamento em formato de vinil, alcançou, em seu primeiro dia, a décima posição; e em sua primeira semana, alcançou a 20ª, vendendo um total de 3 965 cópias.

## Faixas
O álbum foi lançado em duas edições: regular, contando com um CD com treze faixas, e limitada, contando com um CD com treze faixas e um DVD com onze vídeos. Além disso, o álbum foi lançado numa edição limitada aos membros do site Babymetal Apocalypse Web, contando com duas faixas exclusivas. Mais tarde, sua edição limitada foi relançada em comemoração ao andamento da turnê Babymetal World Tour 2014, com os mesmos conteúdos, exceto por uma capa alternativa.
Posteriormente, foi relançado na Europa e América do Norte em uma edição regular (CD), incluindo duas faixas bônus; além de uma edição de luxo (CD+DVD) exclusivamente na Europa. O DVD da edição de luxo inclui somente os cinco vídeos musicais lançados para os singles do álbum, além do clipe ao vivo para "Gimme Chocolate!!".
Informações sobre os compositores, musicistas e arranjistas retiradas diretamente do encarte do álbum, exceto por "Road of Resistance"; informações desta retiradas do banco de dados online japonês JASRAC.
| CD — edições regular, limitadas e de luxo |                                                                               |                                |                                |                  |         |  |
| N.º                                       | Título                                                                        | Letras                         | Música                         | Arranjo          | Duração |  |
| 1.                                        | "Babymetal Death" (BABYMETAL DEATH; lit. "Nós Somos Babymetal")               | Kitsune of Metal God           | Kitsune of Metal God           | Yuyoyuppe        | 5:48    |  |
| 2.                                        | "Megitsune" (メギツネ; lit. "Raposa Fêmea")                                   | Mk-metal Norimetal             | Norimetal                      | Yuyoyuppe        | 4:08    |  |
| 3.                                        | "Gimme Chocolate!!" (ギミチョコ！！; lit. "Dê-me Chocolate!!")                | Mk-metal KxBxmetal             | Takeshi Ueda                   | T. Ueda          | 3:52    |  |
| 4.                                        | "Iine!" (いいね！; lit. "Isso É Bom, Não É!?")                                | Chaos Nakata                   | Daiki Kasho                    | Mish-Mosh        | 4:11    |  |
| 5.                                        | "Akatsuki" (紅月-アカツキ-; lit. "Lua Rubra -Amanhecer-")                     | Nakametal Tsubometal           | Tsubometal                     | Kyoto            | 5:27    |  |
| 6.                                        | "Doki Doki Morning" (ド・キ・ド・キ☆モーニング; lit. "Amanhecer Palpitante")  | Nakametal                      | Norizo Murakawa Motonari       | Soh M. Motonari  | 3:46    |  |
| 7.                                        | "Onedari Daisakusen" (おねだり大作戦; lit. "Operação Implorar")               | C. Nakata Ryu-metal Fuji-metal | Team K                         | Tatsuo KxBxmetal | 3:18    |  |
| 8.                                        | "4 no Uta" (4の歌; lit. "Canção do 4")                                        | Black Babymetal                | Black Babymetal                | Tatsuo KxBxmetal | 4:04    |  |
| 9.                                        | "Uki Uki Midnight" (ウ・キ・ウ・キ★ミッドナイト; lit. "Meia-noite Excitante") | Ryu-metal Fuji-metal C. Nakata | Team K                         | Yuyoyuppe        | 3:20    |  |
| 10.                                       | "Catch Me If You Can" (Catch me if you can; lit. "Pegue-me Se For Capaz")     | Edometal                       | Narasaki                       | Narametal        | 3:57    |  |
| 11.                                       | "Akumu no Rinbukyoku" (悪夢の輪舞曲; lit. "Rondó dos Pesadelos")              | Yuyoyuppe                      | Yuyoyuppe                      | Yuyoyuppe        | 3:36    |  |
| 12.                                       | "Head Bangya!!" (ヘドバンギャー！！)                                          | Edometal Nakametal             | Narasaki                       | Narametal        | 4:02    |  |
| 13.                                       | "Ijime, Dame, Zettai" (イジメ、ダメ、ゼッタイ; lit. "Chega de Bullying")      | Nakametal Tsubometal           | KxBxmetal Nakametal Tsubometal | Kyoto            | 6:09    |  |
| Duração total:                            | Duração total:                                                                | Duração total:                 | Duração total:                 | Duração total:   | 55:41   |  |

| Faixas bônus — relançamentos europeu e norte-americano |                                                                                               |                                         |                               |         |  |
| N.º                                                    | Título                                                                                        | Letras                                  | Música                        | Duração |  |
| 14.                                                    | "Road of Resistance" (Participação de Sam Totman e Herman Li, de DragonForce)                 | Kitsune of Metal God Mk-metal KxBxmetal | Mish-Mosh Norimetal Kyt-metal | 5:19    |  |
| 15.                                                    | "Gimme Chocolate!! (Live at O2 Academy Brixton, London)" (ギミチョコ！！; Ao vivo em Londres) | Mk-metal KxBxmetal                      | T. Ueda                       | 4:50    |  |

| DVD — edições limitadas | |         |  |
| N.º                     | Título | Duração |  |
| 1.                      | "Doki Doki Morning" (ド・キ・ド・キ☆モーニング; Vídeo musical + comentário em áudio)                                                           | 3:54    |  |
| 2.                      | "Iine!" (いいね！; Vídeo musical + comentário em áudio)                                                                                        | 4:17    |  |
| 3.                      | "Head Bangya!!" (ヘドバンギャー！！; Vídeo musical + comentário em áudio)                                                                      | 4:04    |  |
| 4.                      | "Ijime, Dame, Zettai" (イジメ、ダメ、ゼッタイ; Vídeo musical + comentário em áudio)                                                            | 6:10    |  |
| 5.                      | "Megitsune" (メギツネ; Vídeo musical + comentário em áudio)                                                                                    | 4:11    |  |
| 6.                      | "Gimme Chocolate!! (From "Legend '1997' Su-metal Seitansai at Makuhari Messe Event Hall Dec/21/2013)" (ギミチョコ！！ ; Vídeo musical ao vivo) | 4:04    |  |
| 7.                      | "Babymetal Death" (BABYMETAL DEATH; Ao vivo no festival Summer Sonic 2013)                                                                     | 6:01    |  |
| 8.                      | "Megitsune" (メギツネ; Ao vivo no festival Summer Sonic 2013)                                                                                  | 4:27    |  |
| 9.                      | "Catch Me If You Can" (Catch me if you can; Ao vivo no festival Summer Sonic 2013)                                                             | 4:50    |  |
| 10.                     | "Head Bangya!!" (ヘドバンギャー！！; Ao vivo no festival Summer Sonic 2013)                                                                    | 5:06    |  |
| 11.                     | "Ijime, Dame, Zettai" (イジメ、ダメ、ゼッタイ; Ao vivo no festival Summer Sonic 2013)                                                          | 8:10    |  |
| Duração total:          | Duração total: | 56:03   |  |

| DVD — edição de luxo, relançamento europeu | |         |  |
| N.º                                        | Título | Duração |  |
| 1.                                         | "Doki Doki Morning" (ド・キ・ド・キ☆モーニング; Vídeo musical)                                                                                 | 3:54    |  |
| 2.                                         | "Iine!" (いいね！; Vídeo musical) | 4:17    |  |
| 3.                                         | "Head Bangya!!" (ヘドバンギャー！！; Vídeo musical)                                                                                            | 4:04    |  |
| 4.                                         | "Ijime, Dame, Zettai" (イジメ、ダメ、ゼッタイ; Vídeo musical)                                                                                  | 6:10    |  |
| 5.                                         | "Megitsune" (メギツネ; Vídeo musical) | 4:11    |  |
| 6.                                         | "Gimme Chocolate!! (From "LEGEND '1997' SU-METAL Seitansai at Makuhari Messe Event Hall Dec/21/2013)" (ギミチョコ！！ ; Vídeo musical ao vivo) | 4:04    |  |

| CD — edição limitada Babymetal Apocalypse |                                                                |         |  |
| N.º                                       | Título                                                         | Duração |  |
| 1.                                        | "Babymetal Death" (BABYMETAL DEATH)                            | 5:48    |  |
| 2.                                        | "Megitsune" (メギツネ)                                         | 4:08    |  |
| 3.                                        | "Gimme Chocolate!!" (ギミチョコ！！)                           | 3:52    |  |
| 4.                                        | "Iine!" (いいね！)                                             | 4:11    |  |
| 5.                                        | "Akatsuki (Unfinished ver.)" (紅月-アカツキ-; faixa exclusiva) | 3:55    |  |
| 6.                                        | "Doki Doki Morning" (ド・キ・ド・キ☆モーニング)                | 3:46    |  |
| 7.                                        | "Onedari Daisakusen" (おねだり大作戦)                          | 3:18    |  |
| 8.                                        | "4 no Uta (444 ver.)" (4の歌; faixa exclusiva)                 | 4:04    |  |
| 9.                                        | "Uki Uki Midnight" (ウ・キ・ウ・キ★ミッドナイト)               | 3:20    |  |
| 10.                                       | "Catch Me If You Can" (Catch me if you can)                    | 3:57    |  |
| 11.                                       | "Akumu no Rinbukyoku" (悪夢の輪舞曲)                           | 3:36    |  |
| 12.                                       | "Head Bangya!!" (ヘドバンギャー！！)                           | 4:02    |  |
| 13.                                       | "Ijime, Dame, Zettai" (イジメ、ダメ、ゼッタイ)                 | 6:09    |  |
| Duração total:                            | Duração total:                                                 | 53:58   |  |

## Créditos
Créditos retirados diretamente do encarte do álbum, os quais são:
Pessoal
- Su-metal – Vocais, dança
- Yuimetal – Screams, dança
- Moametal – Screams, dança
- Sam Totman – Guitarra em "Road of Resistance" (faixa #14, relançamentos europeu e norte-americano)[232]
- Herman Li – Guitarra em "Road of Resistance" (faixa #14, relançamentos europeu e norte-americano)[232]

Geral
- Kobametal – Produção
- Tucky – Masterização
- Parasight Mastering – Estúdio de masterização
- Sugametal (Cromanyon) – Produção do DVD
- Hitometal, Kobametal – Administração
- Derametal – Direção A&R
- Akimetal – Promoção A&R
- Tackmetal – Promoção de vendas
- Chibametal, Inabametal – Produção executiva
- Marshall Amplifiers – Agradecimentos especiais

Arte de encarte
- Shimon Tanaka, Koji Yoda (Rokushiki Co.,Ltd.) – Direção de arte, ilustração e design
- Yoko Nakajima (SMC) – Coordenação do trabalho de arte
- Susumu Miyawaki (Progress-M Co.,Ltd.) – Fotografia
- Megumi Date (Takahashi Office) – Roupas
- Takashi Hoshino (Signo) – Cabelo e maquiagem

Informação de gravação
Informações retiradas diretamente dos encartes de seus singles, as quais são:
- "Babymetal Death" (#1) – Gravada por Kitsune of Metal God no Wacken Open Studio; Mixada por Yuyoyuppe
- "Megitsune" (#2) – Gravada por Masatake Osato no ABS Recording; Mixada por Yuyoyuppe
- "Iine!" (#4) – Produzida por Millennium Japan; Projetada por Yasuhisa Kataoka e Daiki Kasho
- "Akatsuki" (#5) – Gravada por Naoki Ibaraki (MukuStudio) no Sound Arts Studio; Mixada por Kyoto
- "Onedari Daisakusen" (#7) – Gravada por Naoki Ibaraki (MukuStudio) no Sound Arts Studio; Vocais editados por Seiji Toda (S.O.L.I.D Sound Lab) no Heart Beat Recording Studio; Mixada por Hironobu Takikawa no King Sekiguchidai Studio
- "Uki Uki Midnight" (#9) – Gravada por Seiji Toda (S.O.L.I.D Sound Lab) no Heart Beat Recording Studio; Mixada por Yuyoyuppe
- "Catch Me If You Can" (#10) – Gravada por Seiji Toda (S.O.L.I.D Sound Lab) no Sound Arts Studio; Mixada por Seiji Toda (S.O.L.I.D Sound Lab), auxiliado por Shinya Yamazaki no Heart Beat Recording Studio
- "Head Bangya!!" (#12) – Gravada e mixada por Seiji Toda (S.O.L.I.D Sound Lab) no Heart Beat Recording Studio
- "Ijime, Dame, Zettai" (#13) – Gravada e vocais dirigidos por Naoki Ibaraki (MukuStudio), auxiliado por Masahiro Tamoto no Sound Arts Studio; Mixada por Taro Isomura (Art Pop Entertainment) no Hamashobo Studio

## Desempenho nas paradas musicais
| Parada (2014–15)                              | Posição de pico |
| --------------------------------------------- | --------------- |
| Alemanha (Offizielle Deutsche Charts)         | 95              |
| Áustria (Ö3 Austria Top 40)                   | 69              |
| Bélgica (Ultratop 200 Albums – Valônia)       | 181             |
| Escócia (OCC Scottish Albums Chart)           | 91              |
| Estados Unidos (Billboard 200)                | 187             |
| Estados Unidos (Billboard Current Albums)     | 150             |
| Estados Unidos (Billboard Hard Rock Albums)   | 12              |
| Estados Unidos (Billboard Heatseekers Albums  | 4               |
| Estados Unidos (Billboard Independent Albums) | 32              |
| Estados Unidos (Billboard Rock Albums)        | 50              |
| Estados Unidos (Billboard World Albums)       | 1 (4x)          |
| Japão (Billboard Japan Hot Albums)            | 22              |
| Japão (Billboard Japan Top Albums Sales)      | 2               |
| Japão (Oricon Shukan CD Album)                | 4               |
| Japão (Tower Records Zenten Sogo Album)       | 1               |
| Países Baixos (Dutch Charts Album Top 100)    | 90              |
| Reino Unido (OCC Albums Sales)                | 86              |
| Reino Unido (OCC Independent Albums)          | 15              |
| Reino Unido (OCC Independent Albums Breakers) | 2               |
| Reino Unido (OCC Physical Albums)             | 82              |
| Reino Unido (OCC Rock & Metal Albums)         | 7               |
| Reino Unido (OCC Update)                      | 55              |
| Mundo ('World Albums Top 40')                 | 26              |

| Parada (2014)                          | Posição de pico |
| -------------------------------------- | --------------- |
| Japão (Oricon Daily CD Album)          | 1               |
| Japão (Tower Records Daily Sogo)       | 2               |
| Japão (Tower Records J-Pop Daily Sogo) | 1               |

| Parada (2014)                              | Posição de pico |
| ------------------------------------------ | --------------- |
| Japão (Oricon Gekkan CD Album – fevereiro) | 10              |

| Parada (2014)                                        | Posição de pico |
| ---------------------------------------------------- | --------------- |
| Estados Unidos (Billboard Year-End World Albums)     | 7               |
| Japão (AMP The Best 50 Albums)                       | 22              |
| Japão (Billboard Japan Year End Top Albums Sales)    | 57              |
| Japão (CDJapan Best Sellers)                         | 1               |
| Japão (Oricon Nenkan CD Album)                       | 52              |
| Japão (Tower Records Best Sellers Hokagu Sogo Album) | 7               |

| Parada (2015)                               | Posição de pico |
| ------------------------------------------- | --------------- |
| Japão (Billboard Japan Hot Albums Year End) | 76              |
| Estados Unidos (Billboard World Albums)     | 5               |

| Parada (2016)                               | Posição de pico |
| ------------------------------------------- | --------------- |
| Japão (Billboard Japan Hot Albums Year End) | 58              |

### Vendas e certificações
| Região                                              | Certificação | Vendas   |
| --------------------------------------------------- | ------------ | -------- |
| Estados Unidos (RIAA)                               | —            | 20 000*  |
| Japão (RIAJ)                                        | Ouro         | 100 000* |
| *números de vendas baseados somente na certificação |              |          |

### Precessão e sucessão
| Gráficos de sucessão                                             | Gráficos de sucessão                                                                                           | Gráficos de sucessão                                            |
| ---------------------------------------------------------------- | --- | --------------------------------------------------------------- |
| Precedido por Mamacita por Super Junior                          | Álbuns número um na Billboard World Albums 20 de setembro de 2014 (primeira vez)                               | Sucedido por Shoft El Ayam por Amr Diab                         |
| Precedido por The Very Best of Celtic Thunder por Celtic Thunder | Álbuns número um na Billboard World Albums 4 de julho de 2015 (segunda vez) 11 de julho de 2015 (terceira vez) | Sucedido por The Very Best of Celtic Thunder por Celtic Thunder |
| Precedido por The Very Best of Celtic Thunder por Celtic Thunder | Álbuns número um na Billboard World Albums 25 de julho de 2015 (quarta vez)                                    | Sucedido por —                                                  |
| Precedido por Sexy Second por Sexy Zone                          | Álbuns número um na Tower Records Zenten Sogo Album 24 de fevereiro – 2 de março de 2014                       | Sucedido por Tree por Tohoshinki                                |
| Precedido por Beautiful Deformity por The Gazette                | Álbuns número um na CDJapan Best Sellers 2014                                                                  | Sucedido por —                                                  |

## Prêmios e indicações
Em 2014, Babymetal foi indicado ao Grande Prêmio no 7º CD Shop Awards e na categoria Melhor Álbum no The Arcade Awards 2014, premiação realizada anualmente pelo site geek irlandes The Arcade. Em janeiro de 2015, foram dados os resultados para apremiação do The Arcade, onde o álbum venceu em sua categoria. Em fevereiro de 2015, foram anunciados os dez álbuns que viriam a competir pela premiação no CD Shop Awards, incluindo Babymetal; e em 9 de março, Babymetal foi anunciado como vencedor do prêmio.
| Ano  | Premiação              | Categoria           | Resultado |
| ---- | ---------------------- | ------------------- | --------- |
| 2015 | The Arcade Awards 2014 | Melhor Álbum        | Venceu    |
| 2015 | NSK Awards 2014        | Melhor Álbum do Ano | Venceu    |
| 2015 | 7º CD Shop Awards      | Grande Prêmio       | Venceu    |

### Honras
| Ano  | Publicação                   | Honra                                                 | Posição |
| ---- | ---------------------------- | ----------------------------------------------------- | ------- |
| 2014 | Vince Neilstein (MetalSucks) | Top 15 Álbuns de Metal de 2014                        | 1       |
| 2014 | Metalholic                   | 50 Melhores Álbuns de Hard Rock e Heavy Metal de 2014 | —       |
| 2015 | Loudwire                     | Lançamento do Mês – Maio                              | —       |
| 2015 | Revolver                     | Álbum da Semana                                       | —       |

## Histórico de lançamento
Em 25 de fevereiro de 2014, Babymetal foi pré-lançado em um evento especial realizado pelas lojas Tower Records no Japão. No dia seguinte foi oficialmente lançado, fisicamente no Japão e por download digital mundialmente. Mais tarde, em 26 de junho do mesmo ano, sua edição limitada foi relançada em uma edição especial em comemoração ao andamento de sua primeira turnê mundial.
Em 2015, foi anunciado que o grupo havia assinado um contrato de distribuição com as gravadoras Edel Music, na Europa, e RAL, subgravadora da Sony Music, na América do Norte, e Babymetal foi relançado fisicamento em vários países de ambas os continentes. Ainda em 2015, foi lançado em uma edição limitada especial em formato de vinil, no Japão, em comemoração ao andamento da segunda turnê mundial realizada pelo grupo, Babymetal World Tour 2015.
| Região         | Data                    | Formato                    | Edição                   | Gravadora                             |
| -------------- | ----------------------- | -------------------------- | ------------------------ | ------------------------------------- |
| Japão          | 25 de fevereiro de 2014 | CD CD+DVD                  | Regular Limitada         | BMD Fox                               |
| Japão          | 26 de fevereiro de 2014 | CD CD+DVD Download digital | Regular Limitada Regular | BMD Fox                               |
| Mundo          | 26 de fevereiro de 2014 | Download digital           | Regular                  | Toy's Factory                         |
| Japão          | 26 de junho de 2014     | CD+DVD                     | Limitada                 | BMD Fox                               |
| Estados Unidos | 12 de maio de 2015      | Download digital           | Regular                  | RAL                                   |
| Canadá         | 12 de maio de 2015      | Download digital           | Regular                  | RAL                                   |
| México         | 12 de maio de 2015      | Download digital           | Regular                  | RAL                                   |
| México         | 18 de maio de 2015      | CD                         | Regular                  | RAL                                   |
| Alemanha       | 29 de maio de 2015      | CD CD+DVD                  | Regular De luxo          | Edel Music                            |
| Suécia         | 29 de maio de 2015      | CD CD+DVD                  | Regular De luxo          | Edel Music                            |
| Finlândia      | 29 de maio de 2015      | CD CD+DVD                  | Regular De luxo          | Edel Music                            |
| Espanha        | 29 de maio de 2015      | CD CD+DVD                  | Regular De luxo          | Edel Music                            |
| Reino Unido    | 31 de maio de 2015      | Download digital           | Regular                  | Edel Music                            |
| Reino Unido    | 1 de junho de 2015      | CD CD+DVD                  | Regular De luxo          | Edel Music                            |
| Bélgica        | 1 de junho de 2015      | CD CD+DVD                  | Regular De luxo          | Edel Music                            |
| Países Baixos  | 1 de junho de 2015      | CD CD+DVD                  | Regular De luxo          | Edel Music                            |
| Polónia        | 1 de junho de 2015      | CD CD+DVD                  | Regular De luxo          | Edel Music                            |
| Suíça          | 1 de junho de 2015      | CD CD+DVD                  | Regular De luxo          | Edel Music                            |
| Noruega        | 1 de junho de 2015      | CD CD+DVD                  | Regular De luxo          | Edel Music                            |
| Dinamarca      | 1 de junho de 2015      | CD CD+DVD                  | Regular De luxo          | Edel Music                            |
| Itália         | 2 de junho de 2015      | CD CD+DVD                  | Regular De luxo          | Edel Music                            |
| Estados Unidos | 16 de junho de 2015     | CD                         | Regular                  | RAL                                   |
| Japão          | 17 de junho de 2015     | Disco de vinil             | Limitada especial        | BMD Fox                               |
| Canadá         | 18 de junho de 2015     | CD                         | Regular                  | RAL                                   |
| Rússia         | 30 de novembro de 2015  | CD                         | Regular                  | Soyuz Music (a licença da Edel Music) |